# Naval Air Station Corpus Christi
Base aéronavale de Corpus Christi
La Naval Air Station Corpus Christi (NAS Corpus Christi) est une base d'aéronautique navale américaine située au sud-est de Corpus Christi, au Texas. Elle est en service depuis 1941.
Elle abrite le Corpus Christi Army Depot (en) depuis 1961. Ce site industriel de la United States Army est chargé dans les années 2020 de la conversion d'hélicoptères UH-60L en UH-60V.

## Unités
- Corpus Christi Army Depot (en)
- Coast Guard Air Station Corpus Christi (en)
- Naval Air Training Command
  - Training Air Wing Four (TW-4) :
    - VT-27 "Boomers" : T-6B Texan II
    - VT-28 "Rangers" : T-6B Texan II
    - VT-31 "Wise Owls" : T-44C Pegasus
    - VT-35 "Stingrays" : T-44C Pegasus

En plus des étudiants aviateurs navals de l'US Navy, les VT-31 et VT-35 forment également des étudiants aviateurs navals dd l'United States Marine Corps et de l'United States Coast Guard. La station emploie des officiers, du personnel enrôlé et civil servant dans la marine américaine, le corps des marines américains, la garde côtière américaine, l'armée américaine, les douanes et la protection des frontières américaines et les services militaires de nombreux pays partenaires de l'OTAN/alliés/coalition.
Parmi les autres aéronefs du NAS Corpus Christi, il y a les patrouilleurs P-3 Orion et les drones General Atomics MQ-9 Reaper exploités par le Service des douanes et de la protection des frontières des États-Unis.